# Suzann Pettersen

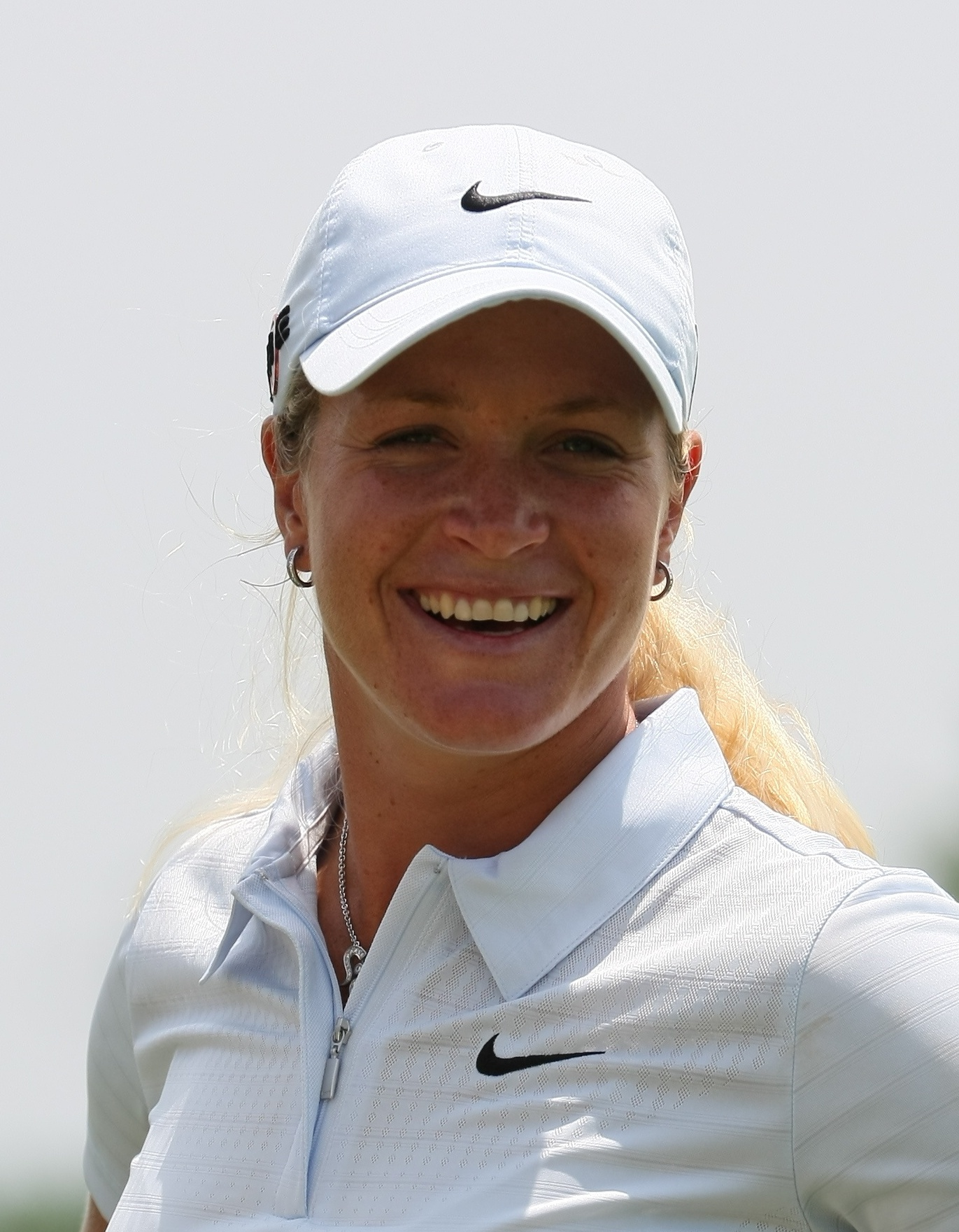
Suzann Pettersen en el Campeonato de la LPGA 2009

Suzann Pettersen (Oslo, Noruega, 7 de abril de 1981) fue una golfista noruega que compite desde 2003 en el LPGA Tour. Acabó segunda en las temporadas 2007 y 2013, quinta en 2009, 2010 y 2011, séptima en 2008 y novena en 2012.
Pettersen ha obtenido dos victorias en torneos mayores: el Campeonato de la LPGA de 2007 y el Campeonato Evian de 2013. También ha resultado segunda en el Abierto de Estados Unidos en 2010 y sexta en 2009, segunda en el Campeonato de la LPGA de 2012 y tercera en 2011 y 2013, cuarta en el Abierto Británico de 2013, segunda en el Campeonato Kraft Nabisco de 2007, 2008 y 2010, tercera en 2013 y quinta en 2009.
Otros triunfos de la noruega en el circuito estadounidense han sido en el Abierto de Canadá de 2009, el Campeonato Match Play de la LPGA en 2011 y el Abierto de Kingsmill de 2007. En total, ha logrado 15 victorias y 105 top 10 en el LPGA Tour.
Además, la golfista logró otras seis victorias en el Ladies European Tour, entre ellas en el Abierto de Suiza de 2008 y el Abierto de Irlanda de 2008 y 2011. Pese a sus contadas apariciones luego de su ingreso al LPGA Tour, ha finalizado primera en la temporada 2013, sexta en 2008 y séptima en 2010.
Por otra parte, Pettersen ha disputado siete ediciones de la Copa Solheim desde 2002 para la selección europea, logrando 19 puntos en 33 partidos. También disputó la Copa Lexus con la selección internacional, consiguiendo cinco puntos en nueve partidos. En la edición del año 2019 consiguió el punto que dio el triunfo al equipo europeo y días después anunció públicamete su retirada de la competición.